# Honda CR-V
Honda CR-V представлява компактен кросоувър, създаден от Хонда от 1995 г. и е бил първоначално представен на северноамериканския пазар през 1997 година. Използва платформата на Хонда Сивик със suv дизайн на купето. CR-V е моделът на Хонда между по-малкия HR-V и по-големия Pilot. Хонда казват, че съкращението „CR-V“ означава „удобен компактен автомобил“ докато терминът „компактен транспорт за отдих“ се използва в Британската автомобилна статия, която е публикувана за представянето му от Honda.
Honda започва производството на CR-V в Саяма, Япония, и Суиндън, Великобритания, за пазарите по целия свят, като добавя за Северна Америка завода в East Liberty, щата Охайо, през 2007 г.; Ел салто, Халиско, Мексико, в края на 2007 г. (приключил в началото на 2017 г.); Alliston, Онтарио, Канада, през 2012 г.; и Гринсберг, Индиана през февруари 2017 година. Моделът CR-V също се произвежда в Ухан (Хубей провинция) за китайския пазар от компанията Dongfeng Honda Automobile Company, която е съвместно предприятие с Dongfeng Motor Corporation.

## Първото поколение (1995 – 2001)
CR-V е автомобил, направен със собствен дизайн за Хонда разработена от Хироюки Кавасе. CR-V е представен в Япония само на търговците от Honda Verno и се е считал за луксозен автомобил в Япония поради външната широчина, която превишава регулациите на японското правителство за размери на колите. За пазара в Северна Америка, той е бил представен през 1996 г. на Чикагското автоизложение и влиза в продажба през февруари 1997 година.
При въвеждане на модел е имала само едно ниво оборудване (trim level), което по-късно ще бъде известно като LX; то е оборудвано с 2.0л двигател B20B произвеждащ 126 hp (94 kW) при 5400 оборота в минута и 180 Nm въртящ момент при 4800 оборота в минута. Външни Размери за този двигател е идентичен с този на Integra 1.8л двигател, но вътрешно двигателя е по-голям с 84 mm (3,3 in) бутала, за да добави допълнителен въртящ момент. Двигателят използва конструкция от еднокомпонентен цилиндър, която е уникална от всеки друг двигател от серията B. Шасито е с еднопосочен дизайн с четириколесно двойно окачване. Вътре задните седалки са с възможност да се сгънат, а в задната част на пода е поставена масичка за пикник. Всички модели са оборудвани с пластмасова облицовка, покриваща предната броня, задната броня и калниците. В повечето държави CR-V има хромирана решетка; обаче, в Съединените щати, решетката е изработена от същата черна пластмаса като броните. EX включва антиблокиращи спирачки и 15-инчови лети джанти допълнително от LX нивото. Опциите за задвижване са били само предните колела или Real time AWD на Honda.

### Актуализация 1999 – 2001 г.
Двигателят е заменен с 2.0л B20Z, за да се произвеждат 147 hp (110 kW) при 6200 об / мин и 180 Nm въртящ момент при 4500 оборота в минута. Това е повишаване на производителността за тежащото 3 200 lb (1 500 kg) моторното превозно средство. Разходът на гориво е 23 mpg‑US (10 L/100 km; 28 mpg‑imp) градско/28 mpg‑US (8,4 L/100 km; 34 mpg‑imp) магистрала (САЩ) и цената не се повлияла от увеличаването на мощността, което е резултат от по-висока степен на сгъстяване (9.6:1 в сравнение с B20B в 8.8:1), нов всмукателен колектор и леко повишаване на всмукателните клапани.

### Сигурност
Моделът 1997 – 2001 е тестван от Института на застраховатите за сигурност на магистралите (IIHS) с ниво LX със стандартни въздушни възглавници за водача и пътника. Въпреки че структурата на автомобила е получила приемлива оценка, поради факта, че тестовият манекен е бил със счупен ляв крак. В допълнение към това в долната част на тялото е имало травма, а главата на манекена е пробила въздушната възглавница, което може да предизвика само леко сътресение. Гърдите са били добре защитени обаче.
Модели, оборудвани с автоматична скоростна кутия, имат с бутон за спиране на ускорението, което позволява на водача да блокира предаването на първите три предавки, за да се гарантира сила за преминаване и катерене. Моделите на платовете на седалките също са обновени, и облегалките за глава са спечелили одобрение като рейтинг от IIHS за защита от камшичен удар.
През 1999 Европейската, австралийската и азиатската версия на CR-V модела получават по-сериозни промени. Външните промени включват нова предна броня, подравнена задна броня, и по-малка пластмасова радио-антена в задната част на покрива. „Nighthawk Black“ е добавен към списъка на възможности за цвят, докато „passion orange“ е махнат. Новите тъмно син перли и червени перли като нюанси за цвят заменили предишните червено и синьо металик. Европейските модели получили по-голяма емблема на предната решетка, както и нова метална жълта боя на някои пазари.
През 2000 г., специално издание на модела е представено в Северна Америка. Нивото SE представлява оцветени в цвета на купето брони и странични лайстни, брони в цвета на купето твърд корпус, кожен салон, CD/касети аудио, затъмнени задни стъкла, Navtech навигационна система, хромирана решетка на радиатора. До 2001 г. CR-V се продава повече от всеки друг автомобил в своя клас. Северноамериканските модели са получили нови цветове на каросерията, включително Наполи Златен металик и Бяла тафта. Цвят Електрон синьо е въведен през 2000 г., за да замени Submarine Blue Pearl, докато Сатен сребърен металик заменя Себринг сребрист металик през 2001 година. Въпреки това, през същата година, продажба на Форд Ескейп и неговите клонинги и на Мазда Трибют надминават тези на CR-V.
Австралийската версия е наречена „Спорт“. Тя е добавена по време на първия фейслифт и включва брони в цвета на купето, огледала, дръжки на врати и твърд заден капак, с резервна гума. Той също така включва алуминиеви джанти, рейлинги на покрива, и голям стъклен люк. Така CR-V става най-продаваният SUV автомобил в Австралия на 2000 година, и задминава по продажби Toyota landcruiser за първи път.

## Второ поколение (2002 – 2006 година)
По-голямо и по-тежко второто поколение на CR-V (шаси код RD4-RD8) е с цялостен редизайн, въз основа на седмото поколение на Civic, и се захранва от двигателя K24A1.
Северноамериканската версия на новия двигателя е с 160 hp (120 kW) и 220 Nm въртящ момент. В новите РАЗПОРЕДБИ на SAE, същият двигател се оценява на 156 hp (116 kW) и 220 Nm.
Новият CR-V е запазил разхода на гориво от предишните модели, заради i-VTEC системата. Новото шаси е с увеличена устойчивостта на усукване и огъване, окачването включва предно Макферсон и задно реактивна-връзка с двойни носачи; задно окачване компактни увеличава товарно пространство до 2000 l.
Второто поколение на СR-V е спечелило наградата на вестник „Car and Driver“ за най-добър Малък SUV за 2002 и 2003 година.
Второто поколение на СR-V в страните извън Северна Америка се предлага в две версии като „ниска“ и „висока“, като последната е с боядисани в цвета на купето брони и елементи в интериора.
Промените между модел 2002, 2003 и 2004 г. са били незначителни.
Съобщава се, че в края на 2003 година, компанията Honda е предприела законови действия срещу китайския производител Shuanghuan of China, обвинявайки го, че Laibao SRV е копирал външния дизайн на CR-V. Друг производител от Китай е направил също копие, което се нарича Tianqi Meiya TM6480A.

### Фейслифт
През 2005 г. CR-V е получил обновяване (фейслифт) в средата на цикъла на производство.
Промените са нови 16-цолови джанти заменили предишните 15-инчови версии. Промените включват нови задни светлини и фарове с прозрачни мигачи и две отделни H1 лампи за къси и дълги светлини. Предишните версии са ползвали една H4 крушка за къси и дълги светлини. Задните светлини вече използват прозрачни лещи, вместо цвят кехлибар за мигачите.
Решетката също е променена, тя е две хоризонтални ленти, вместо една.

Дизайнът на предната броня е леко променен, сега той има кръгли фарове за мъгла в сравнение с предходните правоъгълни фарове за мъгла и в допълнение към долната скара има две хоризонтални ленти, вместо една. Светлоотразителите на задната броня са по-дълги също.
Във вътрешната част на колата, EX нивото получава управление на аудио системата от волана и монитор за външната температура. Стерео система също е XM Сателитно Радио (за САЩ, но не и в Канада). Всички CR-V модели също на задните седалки са с облегалки за глава, които са с нов дизайн, за да се намали закриването на обратното виждане.

## Трето поколение (2007 – 2011)
Третото поколение CR-V е пуснато в продажба в САЩ в края на септември 2006 г. като модел на 2007 година. За разлика от предишните модели, той е оборудван с повдигаща се задна врата, а не странично отваряща се и вече няма резервна гума монтирана на задната врата.
Третото поколение на CR-V е оборудвано с двигател Honda в стандартна K-серия 2.4-литров двигател. На северноамериканските пазари, този двигателя има мощност от 166 hp (124 kW) при 5800 об/мин и 218 Nm при 4200 оборота. В 2.2 i-CTDI дизелов двигател е бил предложен на Европейския и азиатския пазар. За европейския пазар на CR-V е имал R20A 2.0 л бензинов двигател, въз основа на Хонда R-серия i-VTEC SOHC двигател, използван в Хонда Цивик, за разлика от предишния CR-V, използващ K20A.
За модел 2010 година, CR-V е с обновен стил, трансмисията и подмяна на оборудването. Промените включват в себе си нов дизайн на предната броня с нови хоризонтални-хромирани ламели предна решетка и питоподобен, предна решетка, нова предна броня и нови задни светлини. Задната броня е с нов дизайн, а също и джанти с пет нови сплит-спици 17-инчови алуминиеви за нива EX и EL. Интериорът е получил незначителни промени, включително тъкани на седалките, а също и по-широки подлакътници за водача и пътника до него. Елементите на аудио системата са били променени, както и на информационния дисплей, като осветлението е било заменено в синьо, вместо предишното черно. Аудиовхода USB е превърнат в стандарт в EX-L нивото, а системата за разговори „свободни ръце“ и свързване Bluetooth е бил наличен само за EX-L пакета с навигационна система. През 2011 г. средно ниво SE дебютира с 6-дисков CD-чейнджър и 17-цолови 7-лъчеви алуминиеви джанти, които са дошли от фейслифтинга на EX и EX-L нива.

## Четвърто поколение (2012 – 2016)
Концепцията на този CR-V дебютира на „Orange County International Auto Show“ през септември 2011 година . Производството му започва през 2012 като този модел на CR-V, е представен през 2011 г. на изложението Los Angeles Auto Show. Този модел на CR-V е пуснат в продажба в САЩ на 15 декември 2011 година. В някои европейски страни, четвърто поколение на модела все още се продава.
Четвъртото поколение на CR-V се захранва с 2,4-литър i-VTEC двигател със 185 к.с. и 163 к.с. (220 Нм) въртящ момент при 4400 оборота в минута заедно с ново all-wheel-drive (AWD) задвижване с интелигентна система на управление. Всички северноамерикански версии на Хонда CR-V са оборудвани с 5-степенна автоматична скоростна кутия.
Фейслифтът от 2015 година на CR-V влезе в продажба през октомври 2014 година. В нея CR-V използва директно впръскване „Earth Dreams“ на двигателя и постоянно променлива трансмисия (CVT) представено за първи път на деветото поколение на модела Акорд. Оценката на подобрената икономия на гориво е с +4/+3/+3 мили на галон (градско/извънградски/смесен разход). Структура на шасито е променена, за подобряване на ефективността при сблъсък, особено в тестовете на IIHS за краш-тест. Окачване амортисьори, пружини, стабилизиращи щанги и долен носач са преработени, за да подобри плавността на хода на производителността, а намаленото 15.6:1 управление на кормилната уредба е тип зъбна предавка и по-голямо усилване на спирането придава спортно усещане.

## Пето поколение (2017 г. – )
Петото поколение СR-V е представен през октомври 2016 година в Детройт. Продажбите започват на 21 декември 2016 година като модел на 2017 година. Той използва същата компактна Хонда глобална платформа въведена при 10-о поколение на модела Civic.
Нивото (LX) работи с Earth Dreams 2.4-литров I-4 двигател със 184 hp (137 kW; 187 PS), премиум нивата са оборудвани с 1.5-литров турбо I-4 с 190 hp (142 kW; 193 PS). Турбо двигателя осигурява максимален въртящ момент при 2000 об / мин-5000 об / мин, докато атмосферният двигател достига максималния си въртящ момент при 3900 оборота в минута.
Honda sensing пакета включва в себе си такива функции, като адаптивен Круиз контрол с ниска скорост за следване (acc), подпомагане на спирането при сблъсък облекчаване Спиран (CMBS) и задържане на лентите за движение (LKAS), са стандартни за ниво EX и по-високите нива оборудване; този пакет, който е бил запазен за нива Touring до 5-о поколение. Новите характеристики за сигурност включват: индикация за МПС в сляпо петно (BSI) със следене на пътната обстановка зад колата (CTM), подмяна на системата за следене на платното LaneWatch от предишното поколение на CR-V, и автоматични дълги светлини (HSS).
Дневни светлини с LED, 18" алуминиеви джанти и електронна ръчна спирачка с новата функция автоматично задържане, сега са стандартни за EX и по-високи нива на оборудване. Допълнителни нови функции включват електрическо отваряне на багажника, активна решетка на затвора система с цел намаляване на аеродинамичното съпротивление, Android Auto/Apple CarPlay на 7-инчов сензорен дисплей с контрол на силата на звука, 7-инчов екран TFT дисплей и led светлини.
Honda започна производството на CR-V в Гринсбурге, щата Индиана (HMIN) през февруари 2017 година.
Петото поколение СR-V е представено в Тайланд на 24 март 2017 г., а в Индонезия на 27 април 2017 г. на 25-ото международно автомобилно изложение на Индонезия. Индонезийските модели влизат в продажба на 17 юни 2017.
Азиатските модели (с изключение на Индонезия и Малайзия) предлагат с 1,6-литров Хонда i-dtec дизелов двигател с турбо вариант (160 конски сили и 350 Нм въртящ момент) с кутия ZF 9HP, напречно монтирани 9-степенна автоматична скоростна кутия. На I-dtec дизелов двигател с турбо двигател е бил променен от една променлива-дюзи турбонагнетателя в по-ранна версия, за да има две турбонагнетателями – по един на малки обороти, а другата-на високи обороти, за да се намали забавянето на турбото. Той използва алуминиева цилиндрова глава в двойка с отворена палуба на цилиндъра, с по-къси и по-тънки полата на буталото, за да се намали механично триене до равнище, сравнимо с бензинов двигател.
Във Филипините, 1,6-литровият i-dtec дизелов двигател е със 120 к.с. и 300 НМ въртящ момент.
Хонда CR-V хибрид е представен през 2017 по време на автомобилното изложение в Шанхай в Китай през април 2017 година. Хибридната итерация на CR-V предлага 212 конски сили чрез 2,0-литров четирицилиндров двигател заедно с два електрически мотора и задвижване на всички колела.
В Малайзия, четири от моделите, предлагани на потребителите, са:
- Хонда CR-V 2.0 2WD SOHC i-VTEC
- Хонда CR-V 1.5 TS 2WD DOHC VTEC с турбо
- Хонда CR-V 1.5 TS и 4WD DOHC VTEC двигател с турбокомпресор
- Хонда CR-V 1.5 TS-Р 2WD DOHC VTEC с турбо

Петото поколение СR-V също е пусната в Япония на 30 август 2018 г., а влезе в продажба на следващия ден, което прави завръщането му за японския вътрешен пазар след двегодишно прекъсване, като се започне от четвърто поколение СR-V, което е спряно през август 2016. По-рано е обявено на 27 октомври на 2017 на Токио мотор шоу 2017.

### Двигатели
| Двигател           | к.с.                                    | Въртящ момент                   |
| ------------------ | --------------------------------------- | ------------------------------- |
| 2,4л I4            | 184 hp (137 kW) @ 6400 оборота в минута | 240 Nm @ 3900 оборота в минута  |
| 1.5л I4 Turbo      | 190 hp (140 kW) @ 5600 оборота в минута | 243 Nm при 2200 об / мин        |
| 2.0л I4            | 152 hp (113 kW) @ 6500 об / мин         | 188 Nm @ 4300 оборота в минута  |
| 1.6л I4 Турбодизел | 160 hp (120 kW) @ 4000 оборота в минута | 350 Nm @ 2000 оборота в минута. |

| Цялостна:          | 5/5 звезди |
| Шофьор:            | 5/5 звезди |
| Пътник до шофьора: | 5/5 звезди |
| Side Driver:       | 5/5 звезди |
| Side Passenger:    | 5/5 звезди |
| Side Pole Driver:  | 5/5 звезди |
| Rollover FWD:      | / 16,3%    |
| Rollover AWD:      | / 16,2%    |

## Продажби
| Календарна година | Продажби |
| ----------------- | -------- |
| 1997              | 66 752   |
| 1998              | 100 582  |
| 1999              | 120 754  |
| 2000              | 118 260  |
| 2001              | 118 313  |
| 2002              | 146 266  |
| 2003              | 143 909  |
| 2004              | 149 281  |
| 2005              | 150 219  |
| 2006              | 170 028  |
| 2007              | 219 160  |
| 2008              | 197 279  |
| 2009              | 191 214  |
| 2010              | 203 714  |
| 2011              | 218 373  |
| 2012              | 281 652  |
| 2013              | 303 904  |
| 2014              | 335 019  |
| 2015              | 345 647  |
| 2016              | 357 335  |
| 2017              | 377 895  |